# Мінцер Озар Петрович
Озар Петрович Мінцер — доктор медичних наук, професор, заслужений діяч науки і техніки України, дійсний член Міжнародної академії інформатики, Української академії інформатизації та Академії технологічних наук України, завідувач кафедри медичної інформатики Національної медичної академії післядипломної освіти ім. П. Л. Шупика.

## Біографічні відомості
Народився 24 червня 1940 року у сім'ї службовців у місті Києві. Після закінчення середньої школи в 1957 р. вступив за конкурсом до Київського медичного інституту імені О. О. Богомольця, який закінчив із відзнакою у 1963 р. за спеціальністю «Лікувальна справа». Одночасно навчався на радіофізичному факультеті Київського державного університету імені Т. Г. Шевченка, який успішно закінчив у 1967 р. за спеціальністю «Радіофізика».

## Освіта
У 1963 р. закінчив із відзнакою Київський медичний інститут ім. О. О. Богомольця (нині Національний медичний університет імені О. О. Богомольця), лікувальний факультет; у 1967 р. — Київський державний університет ім. Т. Г. Шевченка, радіофізичний факультет.

### Захист дисертаційних робіт
Будучи учнем академіка М. М. Амосова, захистив у 1965 р. кандидатську, а в 1972 р. — докторську дисертацію з медичних наук на тему: «Діагностика та прогнозування результатів оперативного втручання у хворих з пороками серця за допомогою ЕОМ». У 1969 р. захистив кандидатську дисертацію з технічних наук. З 1978 р. — професор зі спеціальності «Біологічна і медична кібернетика».

## Лікувальна і наукова діяльність
Лікувальну та наукову діяльність розпочав у 1963 р. після закінчення Київського медичного інституту в клініці серцевої хірургії Українського науково-дослідного інституту туберкульозу та грудної хірургії.
У 1973 р. був обраний до Міжнародної федерації з інформатики /ІЕІР/. З 1985 р. по тепер — завідувач першої в країні кафедри медичної інформатики. 1993—2005 рр. — декан факультету підвищення кваліфікації викладачів. З 2005 р. — директор наукового навчально-методичного центру дистанційної освіти.

## Перелік ключових публікацій
Книги, підручники, монографії:
1. Проблемы медицинской кибернетики. — М.: Наука, 1972. — 311 с. — Совм. с Л. П. Чепким, А. А. Цыганием, С. Я. Заславским.
2. Статическое моделирование основных жизненных функций при митральных пороках сердца. — К.: Здоров'я, 1980. — 184 с. — Совм. с А. А. Цыганием, Л. П. Чепким.
3. Клиническое прогнозирование. — К.: Здоров'я, 1983. — 144 с. — Совм. с Ю. Т. Цукановым.
4. Інформаційні технології в охороні здоров'я і практичній медицині: У 10 кн. Кн. 5. Оброблення клінічних і експериментальних даних у медицині: Навч. посіб. — К.: Вища шк., 2003. — 350 с.: іл. — Сум. з Ю. В. Вороненком, В. В. Власовим.
5. Інформаційні технології в хірургії — К.: Вища школа, 2004. — 423с.: іл. — Сум. з В. З. Москаленком, С. В. Веселим.
6. Нові технології навчання менеджменту в медицині / Заг. ред. Ю. В. Вороненка, Н. Г. Гойди, О. П. Мінцера, М. Мітчела. — К.: Книга плюс, 2009. — 416 с.

Статті:
1. Концепція інформатизації охорони здоров'я України // Медична інформатика та інженерія. — 2012. — № 3. — С. 5-29.
2. Promissory Concept of medical education // Journal of European CME. — 2015. — V. 4. — 25135.
3. Концептуально — технологічні підходи в створенні єдиного медичного освітнього простору // Медична інформатика та інженерія. — 2015. — № 1. — С. 5-9.
4. Про загальне впорядкування медико-біологічних знань. Створення онтології // Медична інформатика та інженерія. — 2014. — № 2. — С. 5-8.
5. Ризик виникнення освітньої сингулярності: тенденції та можливі наслідки // Медична інформатика та інженерія. — 2013. — № 1. — С. 4-11.

## Міжнародна співпраця
Головний ідеолог нового міжнародного руху «Здоров'я в гармонії» заснованого на комп'ютерних оцінках і технологіях.
У період 1985—1993 рр. він був радником ВООЗ. Мінцер О. П. був експертом Всесвітньої організації охорони здоров'я із питань нових технологій, проблем здоров'я, математичного моделювання захворюваності тощо. Від 1973 року — член Міжнародної федерації з обробки інформації (ІРІР); з 1995 — дійсний член Міжнародної академії інформатизації.
Озар Петрович проводить активну міжнародну та просвітницьку діяльність: 1988—1993 — фестиваль «Здоров'я в гармонії» (ВООЗ, Швейцарія, м. Женева — Київ), співкерівник проекту; 1989—1995 — «Первинна медико-санітарна допомога в Європі» (ВООЗ, Швейцарія, м. Женева), регіональний керівник, сумісно з Інститутом первинної медико-санітарної допомоги (Нідерланди, м. Утрехт) і Центром первинної медико-санітарної допомоги (Казахстан, м. Алма-Ати); 2002 — «Охорона здоров'я в Україні» проект ПРООН (програма розвитку ООН); 2004 — програма «IMS Simple Sequencing and SCROM 2004: Achieving Multile & Adaptive Learning Path Design Strategies in SCROM Content» (європейські освітні організації European IMS та GIUNTI Labs); 2004—2009 — Проекти ЄС, що були спрямовані на реформування в сфері охорони здоров'я України, тощо.
Володіє: українською, російською, англійською, німецькою мовою.

## Нагороди
- Почесне звання «Заслужений діяч науки і техніки України» (2000),
- ордени «За заслуги» ІІІ-го ступеня (2003),
- II-го ступеня (2008),
- Преподобного Агапіта Печерського II ступеня (2008),
- Медаль «Імені Леонарда Ейлера», Європейська академія природничих наук (2009),
- Хрест Пантелеймона Цілителя (2010),
- Медаль «Імені академіка Глушкова» (2011).

Почесні грамоти та подяки, в тому числі 
- Подяка Президента України (1999),
- Почесна грамота Верховної Ради України (1998, 2005),
- Почесна грамота Кабінету Міністрів України (2007),
- Почесна грамота Національної академії наук України (2011).

Неодноразово нагороджений відзнаками Міністерства охорони здоров'я України.